# Gus G.
Gus G., właściwie Kostas Karamitrudis (gr. Κώστας Καραμητρούδης, ur. 12 września 1980 w Salonikach) – grecki muzyk i kompozytor, multiinstrumentalista. Karamitrudis znany jest przede wszystkim z wieloletnich występów w zespole Firewind, w którym gra na gitarze od 1998 roku. Występował także w zespołach Dream Evil, Mystic Prophecy i Nightrage. Jako muzyk koncertowy współpracował ze szwedzką formacją Arch Enemy. W 2009 roku dołączył do zespołu Ozzy’ego Osbourne’a, w którym zastąpił Zakka Wylde’a. W 2017 roku Zakk wrócił do składu, tym samym Gus G. zakończył swoją współpracę z Ozzy’m.

## Instrumentarium
- ESP GUS G. NT BLKS 6 strings[5]
- ESP GUS G. EC BLKS 6 strings[5]
- ESP GUS-200 EC BLKS 6 strings[5]
- ESP GUS-200 BLKS 6 strings[5]

## Wybrana dyskografia
Albumy solowe
| Guitar Master                           | - Data: 2001 - Wydawca: Diginet Music                  | –  | –   | –   | –   |                  |
| I Am the Fire                           | - Data: 18 marca 2014 - Wydawca: Century Media Records | 27 | 242 | 131 | –   | - USA: 1,0 tys.+ |
| Brand New Revolution                    | - Data: 24 lipca 2015 - Wydawca: Century Media Records | 18 | 202 | 69  | 187 | - USA: 1,6 tys.+ |
| „–” oznacza, że album nie był notowany. |                                                        |    |     |     |     |                  |

Albumy wideo
| Tytuł                            | Dane dot. albumu                                         |
| -------------------------------- | -------------------------------------------------------- |
| Gus G., Lead & Rhythm Techniques | - Data: 8 października 2010 - Wydawca: Rock House Method |

Inne
| Album                                      | Rok  | Uwagi                                                                         | Źródło |
| ------------------------------------------ | ---- | ----------------------------------------------------------------------------- | ------ |
| Old Man’s Child – In Defiance of Existence | 2003 | gościnnie gitara w utworach „Felonies of the Christian Art” i „Life Deprived” | [ 15 ] |
| Rotting Christ – Sanctus Diavolos          | 2004 | gościnnie gitara w utworze „Visions of a Blind Order”                         | [ 16 ] |
| Arch Enemy – Doomsday Machine              | 2005 | gościnnie gitara w utworze „Taking Back My Soul”                              | [ 17 ] |
| Sigh – Gallows Gallery                     | 2005 | gościnnie gitara w utworach „Confession to Be Buried” i „Silver Universe”     | [ 18 ] |
| Ozzy Osbourne – Scream                     | 2010 | gitara, członek zespołu                                                       | [ 19 ] |
| In This Moment – A Star-Crossed Wasteland  | 2010 | gościnnie gitara w utworze „The Road”                                         | [ 20 ] |
| Kamelot – Poetry for the Poisoned          | 2010 | gościnnie gitara w utworze „Hunter’s Season”                                  | [ 21 ] |

## Teledyski
| Zespół Gusa G. |
| --- |
| Obecny skład zespołu - Gus G. – gitara elektryczna, gitara basowa, instrumenty klawiszowe (2001, od 2013) Obecni muzycy koncertowi - Taylor Nordberg – gitara basowa (od 2016) - Jeramie Klinger – perkusja (od 2016) - Rob Rock – wokal prowadzący (od 2016) Byli muzycy koncertowi - Mats Levén – wokal prowadzący, gitara akustyczna (2014-2015) - Jeff Scott Soto – wokal prowadzący (2014) - Marty O’Brien – gitara basowa (2014-2015) - Or Lubianiker – gitara basowa (2014) - Johan Nunez – perkusja (2014-2016) - Henning Basse – wokal prowadzący (2014-2016) - Strutter – gitara basowa (2015-2016) |

| Tytuł                                            | Rok  | Reżyseria      | Album                | Źródło |
| ------------------------------------------------ | ---- | -------------- | -------------------- | ------ |
| „I Am the Fire” (gościnnie: Devour The Day)      | 2014 | –              | I Am the Fire        | [ 24 ] |
| „My Will Be Done” (gościnnie: Mats Levén)        | 2014 | Patric Ullaeus | I Am the Fire        | [ 25 ] |
| „Eyes Wide Open” (gościnnie: Mats Levén)         | 2014 | Patric Ullaeus | I Am the Fire        | [ 26 ] |
| „Long Way Down” (gościnnie: Alexia Rodriguez)    | 2014 | Patric Ullaeus | I Am the Fire        | [ 27 ] |
| „Brand New Revolution” (gościnnie: Jacob Bunton) | 2015 | Patric Ullaeus | Brand New Revolution | [ 28 ] |
| „What Lies Below” (gościnnie: Elize Ryd)         | 2015 | –              | Brand New Revolution | [ 29 ] |
| „The Quest”                                      | 2016 | Ivan Colic     | Brand New Revolution | [ 30 ] |

## Nagrody i wyróżnienia
| Rok  | Kategoria   | Tytułem | Nagroda                         | Nota | Źródło |
| ---- | ----------- | ------- | ------------------------------- | ---- | ------ |
| 2011 | Shredder(s) | Gus G.  | Metal Hammer Golden Gods Awards | Laur | [ 31 ] |